# Tortula protobryoides
Tortula protobryoides ist eine Laubmoos-Art aus der Familie Pottiaceae. Je nach systematischer Einordnung ist sie häufig auch als Pottia bryoides (Dicks.) Mitt. (Birnmoosähnliches Pottmoos) oder Protobryum bryoides (Dicks.) J.Guerra & M.J.Cano (Birn-Erdmoos) bekannt.

## Merkmale
Die kleinen Pflanzen sind einfach oder geteilt, gewöhnlich um 5 Millimeter, selten wenig über 1 Zentimeter hoch und bilden lockere bis dichte, grüne bis braungrüne Rasen. Die Blätter sind länglich eiförmig bis lanzettlich, hohl und kurz zugespitzt, feucht aufrecht abstehend, trocken etwas verbogen und gedreht. Die Blattränder sind ganzrandig und zurückgebogen. Die kräftige Blattrippe tritt als kurze Stachelspitze oder als kürzeres bis längeres Haar aus. Die Blattzellen sind am Blattgrund rechteckig, durchsichtig und glatt, oben dagegen abgerundet quadratisch oder hexagonal bis kurz rechteckig und glatt bis schwach papillös.
Die regelmäßig und reichlich vorhandenen Sporenkapseln ragen kaum über die Blattspitzen empor. Sie sind aufrecht oder schwach geneigt und eiförmig bis länglich ellipsoidisch, sitzen auf kurzen, etwa 2 bis 5 Millimeter langen Seten und haben ein rudimentäres Peristom. Der kegelförmige und schwach geschnäbelte Deckel fällt bei der Sporenreife nicht ab, die Art ist also kleistokarp. Sporen sind papillös und haben eine Größe von 25 bis 34 Mikrometer. Sporenreifezeit ist vom Winter bis zum Frühjahr.
Die Geschlechterverteilung ist autözisch.

## Standortansprüche
Als konkurrenzschwache Pionierart wächst sie an trocken-warmen, offenen, lichtreichen Orten auf toniger, mergeliger, lehmiger oder sandiger, kalkreicher oder basischer Erde und auf Löss. Sie ist vor allem in Weinbergen, in Lücken von Trockenrasen, auf Wegen und an Böschungen zu finden.

## Verbreitung
Das Verbreitungsgebiet der wärmeliebenden Art reicht in Europa nach Norden bis Irland, Schottland, Mittelschweden und ins Baltikum, nach Osten bis Russland, nach Süden bis ins Mittelmeergebiet. In Mitteleuropa befinden sich die Vorkommen weitgehend in klimatisch begünstigten tief gelegenen Gegenden. Weitere Vorkommen gibt es auf den Kanarischen Inseln, in Südwestasien und in Nordamerika.